# Jamie Heward
Jamie Heward (Regina, 30 marzo 1971) è un ex hockeista su ghiaccio canadese.

## Palmarès

### Mondiali
- 5 medaglie:
  - 2 ori (Finlandia 2003; Repubblica Ceca 2004)
  - 1 argento (Austria 2005)
  - 1 bronzo (Svezia 1995)